# یواس‌اس اس-۳۷ (اس‌اس-۱۴۲)
یواس‌اس اس-۳۷ (اس‌اس-۱۴۲) (به انگلیسی: USS S-37 (SS-142)) یک زیردریایی بود که طول آن ۲۱۱ فوت (۶۴ متر) بود. این زیردریایی در سال ۱۹۱۹ ساخته شد.